# 巴伊杰列克观景塔
巴伊杰列克观景塔（意为高大的杨树），或称生命之树，是位于哈萨克斯坦首都阿斯塔纳光明大道的一座纪念塔兼观景塔，为当地重要的旅游景点，亦是城市的象征，纪念1997年哈萨克斯坦将首都迁至阿斯塔纳。

## 设计
该项目是在哈萨克斯坦第一任总统努尔苏丹·纳扎尔巴耶夫的倡议下启动的；该项目的建筑师是阿克穆尔扎·鲁斯坦别科夫（Akmurza Rustembekov）。
塔的设计来源于哈萨克族的Samruk神话故事，故事说的是一棵神秘的生命之树和一只幸福的魔力鸟。这只鸟名叫Samruk，每年在白杨树的两个枝杈之间下一个蛋 。
塔通高105米，由一个环绕着白色的树枝状大梁的白色圆柱（“树”）和其上直径22米的镀金镜面球体（“蛋”）组成。基地包含一个售票亭和展览空间，两部电梯在竖井内上升到“蛋”内的观景台。纪念碑的入口低于视线水平，可从周围的广场通过楼梯到达。
观景台高97米，象征着1997年哈萨克斯坦将首都迁至阿斯塔纳。在台上几乎可以看遍阿斯塔纳全城。观景平台上有纳扎尔巴耶夫右手的镀金手模，手模旁边的说明牌提示游客可以把自己的手放在手模上许愿，如果这样，观景台上将会响起哈萨克斯坦国歌。在手印旁边，也朝向总统府的方向，是一个地球仪和16个辐射部分的木制雕塑，以纪念在阿斯塔纳举行了多次的世界和传统宗教领袖大会。除观景台外，塔还包含一个大型水族馆和一个艺术画廊。

## 图集

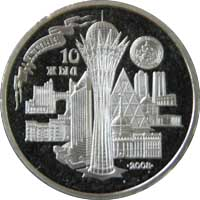
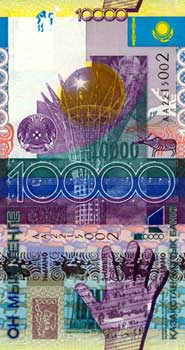